# Años 1500
Los años 1500 o década del 1500 empezó el 1 de enero de 1500 y terminó el 31 de diciembre de 1509.

## Acontecimientos
- Cuarto y último viaje de Cristóbal Colón al Nuevo Mundo. Exploración de Honduras, Nicaragua, Costa Rica y Panamá.
- Francia y España se enfrentan en la guerra de Nápoles.
- Leonardo da Vinci pinta la Mona Lisa.
- 1503 - Pío III sucede a Alejandro VI como papa.
- 1503 - Julio II sucede a Pío III como papa.
- 1503 - El explorador español Juan Bermúdez arriba a las islas Bermudas, a las que bautiza con su nombre.

## Personas destacadas
- 1500: Cristóbal de Morales, sacerdote católico y maestro de capilla español.